# Iténez
Iténez is een provincie in het departement Beni in Bolivia. De provincie heeft een oppervlakte van 36.576 km² en heeft 21.353 inwoners (2012). De hoofdstad is Magdalena.
Iténez is verdeeld in drie gemeenten:
- Baures
- Huacaraje
- Magdalena

Cercado · 
Iténez · 
José Ballivián · 
Mamoré · 
Marbán · 
Moxos · 
Vaca Díez · 
Yacuma